# Temporada 2012 del Campeonato Brasileño de Moto 1000 GP
La temporada 2012 del Campeonato Brasileño de Motovelocidade es la 1.ª edición sin el sello del Moto 1000 GP y la 6.ª edición del Campeonato Brasileño de Motovelicidade.
El "Campeonato Brasileño de Moto 1000 GP" es la principal categoría de motociclismo en Brasil junto con Campeonato Brasileño de Superbikes. Fue creado en 2011. y ha sido gestionado desde su fundación por la empresa de Alex Barros.
Una superbike (abreviado a menudo como SBK) es un tipo de motocicleta que se utiliza en competiciones de motociclismo de velocidad, entre ellas el Campeonato Mundial de Superbikes y el Campeonato Mundial de Motociclismo de Resistencia. A diferencia de las motocicletas usadas en el Campeonato Mundial de Motociclismo, las superbikes deben ser modelos derivados de los de serie. Esto las hace menos costosas de desarrollar y mantener, por lo cual varios campeonatos nacionales de motociclismo de velocidad se disputan con ellas.
Para que las marcas de motocicletas puedan usar sus motocicletas en los campeonatos, deben primero homologarlas y vender una cierta cantidad de unidades al público. Según el campeonato, se permite la modificación de suspensiones, frenos y ruedas. Los motores son de alta cilindrada: entre 850 y 1200 cc para motores bicilíndricos, y entre 750 y 1000 cc para los de cuatro cilindros. Hasta mediados de la década de 1990, también se permitieron motores de dos tiempos en lugar de cuatro tiempos, en este caso de hasta 500 cc de cilindrada.

## Calendario
| Ronda | Fecha            | Gran Premio                        | Circuito                                            | Ciudad                | Horário | Info   |
| ----- | ---------------- | ---------------------------------- | --------------------------------------------------- | --------------------- | ------- | ------ |
| 1     | 1 de abril       | Grande Prêmio de São Paulo         | Autódromo José Carlos Pace                          | São Paulo, SP         | 10h30   | [ 3 ]  |
| 2     | 6 de mayo        | Grande Prêmio do Rio de Janeiro    | Autódromo Internacional Nelson Piquet - Jacarepaguá | Río de Janeiro, RJ    | 10h30   | [ 4 ]  |
| 3     | 17 de junio      | Grande Prêmio de Interlagos        | Autódromo José Carlos Pace                          | São Paulo, SP         | 10h30   | [ 5 ]  |
| 4     | 22 de julio      | Grande Prêmio de Brasília          | Autódromo Internacional Nelson Piquet               | Brasília, DF          | 09h00   | [ 6 ]  |
| 5     | 26 de agosto     | Grande Prêmio Campo Grande         | Autódromo Internacional Orlando Moura               | Campo Grande, MS      | 11h00   | [ 7 ]  |
| 6     | 23 de septiembre | Grande Prêmio de Santa Cruz do Sul | Autódromo Internacional de Santa Cruz do Sul        | Santa Cruz do Sul, RS | 01h00   | [ 8 ]  |
| 7     | 21 de octubre    | Grande Prêmio Cascavel             | Autódromo Internacional de Cascavel - Zilmar Beux   | Cascavel, PR          | 10h00   | [ 9 ]  |
| 8     | 25 de noviembre  | Grande Prêmio Pirelli              | Autódromo Internacional Nelson Piquet - Jacarepaguá | Río de Janeiro, RJ    | 10h00   | [ 10 ] |

## Equipos y pilotos

### GP 1000
| Equipe                                   | Construtor | Moto                  | Pneu | N.° | Nome do piloto             | Rodada    |
| ---------------------------------------- | ---------- | --------------------- | ---- | --- | -------------------------- | --------- |
| BMW Motorrad Petronas Alex Barros Racing | BMW        | BMW S1000RR           | P    | 2   | Luciano Ribodino           | Todas     |
| BMW Motorrad Petronas Alex Barros Racing | BMW        | BMW S1000RR           | P    | 4   | Alex Barros                | 1-2 y 5-6 |
| Pitico Race                              | Kawasaki   | Kawasaki Ninja ZX-10R | P    | 1   | Alan Douglas Santos        | Todas     |
| Pitico Race                              | Kawasaki   | Kawasaki Ninja ZX-10R | P    | 60  | Leandro Tati Mercado       | 5-6       |
| Procomps Racing Team                     | Kawasaki   | Kawasaki Ninja ZX-10R | B    | 14  | Pierre Chofard             | Todas     |
| Procomps Racing Team                     | Kawasaki   | Kawasaki Ninja ZX-10R | B    | 46  | Victor Braga               | 2-4 y 7-8 |
| Motonil Motors                           | Kawasaki   | Kawasaki Ninja ZX-10R | M    | 62  | Rogério Gentil Fernandes   | 3         |
| Motonil Motors                           | Kawasaki   | Kawasaki Ninja ZX-10R | M    | 58  | Carlos Quintas             | 1-2       |
| Target Race                              | Triumph    | Triumph Daytona 1100R | H    | 9   | Daniel Lenzi               | 2 y 7-8   |
| Target Race                              | Triumph    | Triumph Daytona 1100R | H    | 47  | Luís Fittipaldi            | 4         |
| Misano Racing Team                       | Honda      | Honda CBR 1000RR      | P    | 70  | Diego Pierluigi            | 3         |
| Misano Racing Team                       | Honda      | Honda CBR 1000RR      | P    | 23  | Carlos Poton Medeiros      | 2-8       |
| Colatrelli Racing                        | Kawasaki   | Kawasaki Ninja ZX-10R | H    | 84  | Matthieu Lussiana          | 7-8       |
| Colatrelli Racing                        | Kawasaki   | Kawasaki Ninja ZX-10R | H    | 97  | Murilo Colatreli           | Todas     |
| Cigano Racing                            | Aprilia    | Aprilia RSV4          | H    | 26  | Ricieri Luvizotto          | Todas     |
| Center Moto Racing Team                  | Suzuki     | Suzuki GSX-S1000      | H    | 35  | Alberto Braga              | Todas     |
| Center Moto Racing Team                  | Suzuki     | Suzuki GSX-S1000      | H    | 54  | André Luiz Carvalho        | 2-8       |
| Competizione MVX Racing                  | Honda      | BMW S1000RR           | M    | 91  | Robson Portaluppi          | 3         |
| Competizione MVX Racing                  | Honda      | BMW S1000RR           | M    | 993 | Eduardo Costa Neto         | Todas     |
| SBK Rio                                  | BMW        | BMW S1000RR           | M    | 52  | Hélder Shad                | 1-2       |
| By Tripa Team                            | BMW        | BMW S1000RR           | M    | 82  | Nélson Gonçalves           | 1-2 y 7-8 |
| By Tripa Team                            | BMW        | BMW S1000RR           | M    | 90  | Gustavo Rodríguez          | 1-4       |
| Duas Rodas Racing Team                   | BMW        | BMW S1000RR           | P    | 96  | Marcos Salles              | 1-3 y 5-8 |
| Duas Rodas Racing Team                   | BMW        | BMW S1000RR           | P    | 48  | Victor Moura               | 2 y 4-8   |
| Duas Rodas Racing Team                   | BMW        | BMW S1000RR           | P    | 777 | Maycon Zandavalli          | 5-6       |
| Grinjets                                 | Honda      | Honda CBR 1000RR      | P    | 328 | Darci Cezar Anadão         | 2         |
| Tecfil Racing team                       | Kawasaki   | Kawasaki Ninja ZX-10R | B    | 92  | Rhalf Lo Turco             | 7-8       |
| Tecfil Racing team                       | Kawasaki   | Kawasaki Ninja ZX-10R | B    | 8   | Danilo Lewis               | 4-6       |
| Tecfil Racing team                       | Kawasaki   | Kawasaki Ninja ZX-10R | B    | 44  | João Simon                 | 1 y 3     |
| Samurai–YART Racing                      | BMW        | BMW S1000RR           | H    | 79  | Sérgio Laurentys           | 1-4 y 7-8 |
| Samurai–YART Racing                      | BMW        | BMW S1000RR           | H    | 66  | Élson Tenebra Otero        | Todas     |
| Team Runner Bike                         | Kawasaki   | Kawasaki Ninja ZX-10R | M    | 55  | Eliandro Simonini          | 2 y 7-8   |
| Team Runner Bike                         | Kawasaki   | Kawasaki Ninja ZX-10R | M    | 45  | Jaime Cristóbal            | 6         |
| Palmeto PL Racing                        | BMW        | BMW S1000RR           | M    | 33  | Marcelo Camargo            | 7-8       |
| Palmeto PL Racing                        | BMW        | BMW S1000RR           | M    | 28  | Carlos Rothier             | 3 y 7-8   |
| Symcirrus Motorsport                     | Suzuki     | Suzuki GSX-S1000      | M    | 85  | Sidnei Scigliano           | 2-3       |
| Symcirrus Motorsport                     | Suzuki     | Suzuki GSX-S1000      | M    | 69  | Levy Mendes                | 3-4 y 7-8 |
| GRT Yamaha Argentina Team                | Yamaha     | Yamaha YZF-R1         | M    | 94  | Fabian Moscatello          | 3         |
| GRT Yamaha Argentina Team                | Yamaha     | Yamaha YZF-R1         | M    | 3   | Ricardo Barbas             | 3         |
| BCD Yamaha MS Racing                     | Yamaha     | Yamaha YZF-R1         | P    | 13  | Antônio Estevam Bortolucci | 1         |
| PRODINA IRCOS Team                       | Honda      | Honda CBR 1000RR      | H    | 08  | Walter Haertel Jr          | 2 y 4     |

| Legenda             |
| ------------------- |
| Piloto da Temporada |
| Piloto Convidado    |
| Piloto Substituto   |

### GP Light
| Equipe                        | Construtor | Moto                   | Pneu | N.° | Nome do piloto           | Rodada       |
| ----------------------------- | ---------- | ---------------------- | ---- | --- | ------------------------ | ------------ |
| Alex Barros Racing            | BMW        | BMW S1000RR            | B    | 14  | Lucas Barros             | Todas        |
| Alex Barros Racing            | BMW        | BMW S1000RR            | B    | 76  | Wesler Godoy             | 2 y 7-8      |
| Paiato Racing                 | Honda      | Honda CBR 1000RR       | H    | 33  | André Paiato             | Todas        |
| Paiato Racing                 | Honda      | Honda CBR 1000RR       | H    | 81  | Marcelo Cortes           | 1-2 y 4-8    |
| Pitico Race                   | Sundown    | Sundown Regent V-1000  | M    | 22  | Carlos César Donvito     | 2-8          |
| KF Corval Racing Team         | Honda      | Honda CBR 1000RR       | H    | 44  | Benner Martins           | 7-8          |
| KF Corval Racing Team         | Honda      | Honda CBR 1000RR       | H    | 59  | André Escomparim         | 4 y 7-8      |
| MPM Racing                    | Yamaha     | Yamaha YZF-R1          | P    | 37  | Joniran Saling           | 1-4 y 7-8    |
| MPM Racing                    | Yamaha     | Yamaha YZF-R1          | P    | 51  | Rafael Nunes Moysés      | 7-8          |
| Speed Racing                  | BMW        | BMW S1000RR            | H    | 79  | Renato Andreghetto       | 1-4          |
| SBK Rio                       | BMW        | BMW S1000RR            | H    | 57  | Alex Pires               | Todas        |
| Center Moto Racing Team       | Ducati     | Ducati Panigale V4 R   | H    | 72  | Flávio Sukar             | 2-4          |
| Team B2G                      | Kawasaki   | Kawasaki Ninja ZX-10R  | H    | 13  | Nick Iatauro             | Todas        |
| Team B2G                      | Kawasaki   | Kawasaki Ninja ZX-10R  | H    | 49  | Guilhermo Furlong        | 3            |
| Motosport Schwarz Racing Team | KTM        | KTM RC 8C              | M    | 446 | Édson Errera             | 1-4 y 7-8    |
| Nutec – Benjan – Kawasaki     | Kawasaki   | Kawasaki Ninja ZX-10R  | M    | 46  | Douglas Leandro Moreira  | 1, 3-4 y 7-8 |
| Nutec – Benjan – Kawasaki     | Kawasaki   | Kawasaki Ninja ZX-10R  | M    | 26  | Yuri Azevedo             | 1            |
| Team XG Racing                | Suzuki     | Suzuki GSX-R 1000      | M    | 21  | Francisco Snoeck         | 1-3 y 5-6    |
| Team XG Racing                | Suzuki     | Suzuki GSX-R 1000      | M    | 20  | Bruno Herbert            | 4-6          |
| Biblion Yamaha MOTOXRACING    | Yamaha     | Yamaha YZF-R1          | M    | 83  | Abner Gatto              | 1-2          |
| PROGP Racing                  | Yamaha     | Yamaha YZF-R1          | M    | 508 | Adriano Nogueira         | 1            |
| Bibi's Racing Team            | Ducati     | Ducati Panigale V4 R   | P    | 15  | Rodrigo Araujo           | 4-6          |
| Bibi's Racing Team            | Ducati     | Ducati Panigale V4 R   | P    | 19  | Pedro Barata             | 1-3          |
| MotoR UPV University Team     | Aprilia    | Aprilia RSV4           | H    | 48  | Rodrigo Sampaio          | 1 y 4-6      |
| MotoR UPV University Team     | Aprilia    | Aprilia RSV4           | H    | 87  | Marlon Felizardo         | Todas        |
| SPB Racing Team               | Montesa    | Montesa Mercury 2.5    | H    | 2   | André Luiz Carvalho      | 1            |
| Guandalini Racing             | Kawasaki   | Kawasaki Ninja ZX-10R  | P    | 84  | Carlos Rothier           | 1            |
| Guandalini Racing             | Kawasaki   | Kawasaki Ninja ZX-10R  | P    | 62  | Marcelo Alberto da Cruz  | 7-8          |
| Guandalini Racing             | Kawasaki   | Kawasaki Ninja ZX-10R  | P    | 92  | Daniel Mendonça          | 1-6          |
| Grinjets                      | Yamaha     | Yamaha YZF-R1          | B    | 66  | Tiago Pavanelli          | Todas        |
| Grinjets                      | Yamaha     | Yamaha YZF-R1          | B    | 41  | Henrique Castro Araújo   | 2 y 4        |
| Orelac Racing VerdNatura      | Kawasaki   | Kawasaki Ninja ZX-10R  | B    | 63  | Gustavo Herrera          | 2 y 5-8      |
| Orelac Racing VerdNatura      | Kawasaki   | Kawasaki Ninja ZX-10R  | B    | 70  | Marco Boeira             | 3            |
| Orelac Racing VerdNatura      | Kawasaki   | Kawasaki Ninja ZX-10R  | B    | 805 | Pablo Nunes Moysés       | 1-2 y 4-8    |
| Team GoEleven Kawasaki        | Kawasaki   | Kawasaki Ninja ZX-10R  | B    | 448 | Taciano Nunes            | 1-3 y 5-8    |
| Team GoEleven Kawasaki        | Kawasaki   | Kawasaki Ninja ZX-10R  | B    | 325 | Paulinho Kamba           | Todas        |
| 64 Racing Team                | Kawasaki   | Kawasaki Ninja ZX-10R  | H    | 00  | Alex de Quadros          | 1 y 3        |
| 64 Racing Team                | Kawasaki   | Kawasaki Ninja ZX-10R  | H    | 102 | Ricardo Levy             | 1            |
| 64 Racing Team                | Kawasaki   | Kawasaki Ninja ZX-10R  | H    | 97  | Everton Felizardo        | 1-6          |
| Team WD40                     | Kawasaki   | Kawasaki Ninja ZX-10R  | P    | 64  | Guilherme Emmer Gomes    | 1-4 y 7-8    |
| Team WD40                     | Kawasaki   | Kawasaki Ninja ZX-10R  | P    | 5   | Brecht Mondragón         | 1            |
| Kawasaki Puccetti Racing      | Kawasaki   | Kawasaki Ninja ZX-10R  | H    | 27  | Nélson Gonçalves         | 1            |
| Kawasaki Puccetti Racing      | Kawasaki   | Kawasaki Ninja ZX-10R  | H    | 65  | Leandro Duarte Pereira   | 1            |
| Dreamteamcompany              | Kawasaki   | Kawasaki Ninja ZX-10R  | M    | 9   | Fabiano Hazan            | 7-8          |
| Dreamteamcompany              | Kawasaki   | Kawasaki Ninja ZX-10R  | M    | 69  | Rodrigo Souza            | 2 y 4        |
| M2 Racing                     | Cagiva     | Cagiva Supermaster 22  | M    | 94  | Ricardo Miguel Negretto  | 7-8          |
| M2 Racing                     | Cagiva     | Cagiva Supermaster 22  | M    | 24  | Sérgio Prates            | Todas        |
| D.K. Racing                   | Sundown    | Sundown Regent V-1000  | B    | 16  | Levy Mendes              | 1            |
| Motrix-Scigliano Racing       | Honda      | Honda CBR 1000RR       | P    | 71  | Édson Luiz               | Todas        |
| Motrix-Scigliano Racing       | Honda      | Honda CBR 1000RR       | P    | 85  | Sidnei Scigliano         | 1            |
| Penrite Honda                 | Honda      | Honda CBR 1000RR       | P    | 29  | Walter Haertel Jr        | 1            |
| Penrite Honda                 | Honda      | Honda CBR 1000RR       | P    | 8   | Joel Pompermeyer         | 1            |
| Penrite Honda                 | Honda      | Honda CBR 1000RR       | P    | 68  | Gustavo Levy             | 1            |
| DMR Racing                    | Honda      | Honda CBR 1000RR       | H    | 35  | Sérgio Ronaldo Borgonhi  | 3            |
| DMR Racing                    | Honda      | Honda CBR 1000RR       | H    | 99  | Alen Modesto             | 7-8          |
| Motos Vionnet                 | Tomos      | Tomos Eclipse 1        | H    | 73  | Darci Cézar Anadão       | 1            |
| TME Racing                    | Husqvarna  | Husqvarna Envirude 3.0 | M    | 56  | Thiago Terra             | 7-8          |
| TME Racing                    | Husqvarna  | Husqvarna Envirude 3.0 | M    | 1   | Norton Masera            | 4            |
| Barni Racing Team             | KTM        | KTM RC 8C              | B    | 3   | Paulo César da Silva     | 3            |
| MOTOCORSA Racing              | Gas Gas    | Gas Gas Tiger 1000     | B    | 45  | José Rodrigues           | 7-8          |
| MOTOCORSA Racing              | Gas Gas    | Gas Gas Tiger 1000     | B    | 91  | Sílvio Caires            | 4            |
| C.M. Racing A.S.D.            | KTM        | KTM RC 8C              | P    | 31  | Márcio Rodrigues         | 5-6          |
| C.M. Racing A.S.D.            | KTM        | KTM RC 8C              | P    | 40  | José Albuquerque         | 7-8          |
| Triumph Racing Team           | Triumph    | Triumph Daytona 1100R  | M    | 58  | Fernando Santos          | 4-8          |
| Triumph Racing Team           | Triumph    | Triumph Daytona 1100R  | M    | 80  | William Pontes           | 4            |
| Flembbo Leader Team           | Yamaha     | Yamaha YZF-R1          | H    | 95  | Romes César              | 4            |
| Moto 82                       | Husqvarna  | Husqvarna Envirude 3.0 | H    | 43  | Rodrigo Soares do Vale   | 3            |
| Unisery                       | Triumph    | Triumph Daytona 1100R  | M    | 42  | Márcio Luchese           | 3            |
| FM Motoracing                 | Gas Gas    | Gas Gas Tiger 1000     | H    | 54  | Luiz Fernando Brum       | 3            |
| Riding Sensation              | Husqvarna  | Husqvarna Envirude 3.0 | H    | 34  | José Ricardo Jr          | 1            |
| SPEED ACTION                  | Yamaha     | Yamaha YZF-R1          | P    | 28  | Victor Braga             | 1            |
| SPEED ACTION                  | Yamaha     | Yamaha YZF-R1          | P    | 53  | Carlos Moura             | 1            |
| Team OGP                      | Yamaha     | Yamaha YZF-R1          | P    | 12  | Marco Antônio de Almeida | 1            |
| Team OGP                      | Yamaha     | Yamaha YZF-R1          | P    | 7   | Marlon Alexander André   | 1            |
| Team OGP                      | Yamaha     | Yamaha YZF-R1          | P    | 38  | Babi Paz                 | 1 y 3-8      |
| Team SWPN                     | Montesa    | Montesa Mercury 2.5    | H    | 52  | Alessandro Ferraz        | 2            |
| Team MGM                      | KTM        | KTM RC 8C              | H    | 32  | Fabiano Vargas Alegre    | 1            |
| STK Team                      | Triumph    | Triumph Daytona 1100R  | B    | 82  | João Carlos Sobrera      | 1            |

| Legenda             |
| ------------------- |
| Piloto da Temporada |
| Piloto Convidado    |
| Piloto Substituto   |

### GP 600
| Equipe                        | Construtor | Moto                 | Pneu | N.° | Nome do piloto                | Rodada     |
| ----------------------------- | ---------- | -------------------- | ---- | --- | ----------------------------- | ---------- |
| Bertagnolli-BSB Motor Racing  | Kawasaki   | Kawasaki Ninja ZX-6R | M    | 17  | André Veríssimo               | 2-8        |
| Bertagnolli-BSB Motor Racing  | Kawasaki   | Kawasaki Ninja ZX-6R | M    | 8   | Rafael Bertagnolli            | Todas      |
| Rosamonte Silveira Team       | Honda      | Honda CBR 600RR      | P    | 86  | Adrián Silveira               | 3 y 5-8    |
| Rosamonte Silveira Team       | Honda      | Honda CBR 600RR      | P    | 23  | Gustavo Cecarelli             | Todas      |
| Cigano Racing                 | Yamaha     | Yamaha YZF-R6        | M    | 88  | Gilvan Costa                  | 2-8        |
| Cigano Racing                 | Yamaha     | Yamaha YZF-R6        | M    | 33  | Thiago Filipe Fonseca         | 1          |
| BH Racing                     | Ducati     | Ducati Panigale V4S  | H    | 1   | Diego Nunes Moysés            | 1-2 y 4-6  |
| BH Racing                     | Ducati     | Ducati Panigale V4S  | H    | 12  | Lucas Nunes Moysés            | 2 y 4-8    |
| KF Corval Racing Team         | Honda      | Honda CBR 600RR      | P    | 92  | Carlos Eduardo Colocci "Kadu" | 1-2 y 4-6  |
| Motrix-Scigliano Racing       | Aprilia    | Aprilia RS660        | B    | 42  | Fernando Lira Jr              | 2-6        |
| Motrix-Scigliano Racing       | Aprilia    | Aprilia RS660        | B    | 30  | Diego de Faria                | 2 y 7-8    |
| RF Racing                     | Husqvarna  | Husqvarna ALX600     | M    | 63  | Édson Fibla                   | 1-2 y 4-6  |
| RF Racing                     | Husqvarna  | Husqvarna ALX600     | M    | 35  | Michel Veludo                 | 4          |
| Fast Riders                   | Honda      | Honda CBR 600RR      | H    | 38  | Fábio Teixeira Neto           | 1-2 y 4-8  |
| Team Alto Giro Racing         | Ducati     | Ducati Panigale V4S  | M    | 5   | Fabrício Castro               | 2, 4 y 7-8 |
| Suprema-Kawasaki              | Kawasaki   | Kawasaki Ninja ZX-6R | P    | 48  | Raoni Farfán                  | 4 y 7-8    |
| Suprema-Kawasaki              | Kawasaki   | Kawasaki Ninja ZX-6R | P    | 71  | Vandoir Bentz                 | 4          |
| Gigante Racing Team           | Kawasaki   | Kawasaki Ninja ZX-6R | P    | 73  | Bernardo Kochen               | 1 y 7-8    |
| Tato Moto Racing              | Husqvarna  | Husqvarna ALX600     | P    | 79  | Rodrigo Souza                 | 2-6        |
| Tato Moto Racing              | Husqvarna  | Husqvarna ALX600     | P    | 22  | Antônio Franzen               | 7-8        |
| Colatreli Racing              | Gas Gas    | GasGas GS 600        | H    | 34  | Bruno Costa                   | 7-8        |
| Colatreli Racing              | Gas Gas    | GasGas GS 600        | H    | 69  | Charles Heidemann             | 7-8        |
| NRT                           | Suzuki     | Suzuki GSX-R 600     | M    | 93  | Luiz Rosso                    | 7-8        |
| NRT                           | Suzuki     | Suzuki GSX-R 600     | M    | 16  | Sérgio Fasci                  | 3          |
| Ducati Corse Virginio Ferrari | Ducati     | Ducati Panigale V4S  | M    | 31  | Maximiliano Gerardo           | 1          |
| Ducati Corse Virginio Ferrari | Ducati     | Ducati Panigale V4S  | M    | 45  | Genildo Batista da Silva      | 2 y 4      |
| SBK Rio                       | Yamaha     | Yamaha YZF-R6        | M    | 91  | Edson Luís Barbosa            | 1          |
| SBK Rio                       | Yamaha     | Yamaha YZF-R6        | M    | 83  | Babi Paz                      | 2-6        |
| Profile Racing                | Suzuki     | Suzuki GSX-R 600     | P    | 97  | Cayto Trivellato              | 1          |
| Profile Racing                | Suzuki     | Suzuki GSX-R 600     | P    | 44  | Giomar Milani                 | 7-8        |
| GMT94                         | Midual     | Midual RGA500        | H    | 47  | José Moraes                   | 7-8        |
| GMT94                         | Midual     | Midual RGA500        | H    | 55  | Walter Pimentel               | 2-3        |
| Gemar Team Lorini             | Aprilia    | Aprilia RS660        | B    | 25  | Ademílson Peixer              | 7-8        |
| Gemar Team Lorini             | Aprilia    | Aprilia RS660        | B    | 51  | Marcos Souza                  | 7-8        |
| Bardahl Evan Bros.            | Piaggio    | Piaggio Pulse 500    | M    | 81  | Felipe Guimarães Caporali     | 1-2        |
| Bardahl Evan Bros.            | Piaggio    | Piaggio Pulse 500    | M    | 67  | Igor Érnica                   | 7-8        |

| Legenda             |
| ------------------- |
| Piloto da Temporada |
| Piloto Convidado    |
| Piloto Substituto   |

## Resultados

### GP 1000
| Ronda | Circuito                           | Fecha            | Pole Position     | Vuelta rápida     | Piloto ganador       | Equipo ganador                           | Constructor | Ref.   |
| ----- | ---------------------------------- | ---------------- | ----------------- | ----------------- | -------------------- | ---------------------------------------- | ----------- | ------ |
| 1     | Grande Prêmio de São Paulo         | 1 de abril       | Alex Barros       | João Simon        | Alan Douglas Santos  | Pitico Race                              | Kawasaki    | [ 11 ] |
| 2     | Grande Prêmio do Rio de Janeiro    | 6 de mayo        | Alex Barros       | Alex Barros       | Alex Barros          | BMW Motorrad Petronas Alex Barros Racing | BMW         | [ 12 ] |
| 3     | Grande Prêmio de Interlagos        | 17 de junio      | Pierre Chofard    | Diego Pierluigi   | Diego Pierluigi      | Misano Racing Team                       | Honda       | [ 13 ] |
| 4     | Grande Prêmio de Brasília          | 22 de julio      | Luciano Ribodino  | Luciano Ribodino  | Luciano Ribodino     | BMW Motorrad Petronas Alex Barros Racing | BMW         | [ 14 ] |
| 5     | Grande Prêmio Campo Grande         | 26 de agosto     | Alex Barros       | Alex Barros       | Leandro Tati Mercado | Pitico Race                              | Kawasaki    | [ 15 ] |
| 6     | Grande Prêmio de Santa Cruz do Sul | 23 de septiembre | Alex Barros       | Alex Barros       | Leandro Tati Mercado | Pitico Race                              | Kawasaki    | [ 16 ] |
| 7     | Grande Prêmio Cascavel             | 21 de octubre    | Matthieu Lussiana | Matthieu Lussiana | Matthieu Lussiana    | Colatrelli Racing                        | Kawasaki    | [ 17 ] |
| 8     | Grande Prêmio Pirelli              | 25 de noviembre  | Luciano Ribodino  | Pierre Chofard    | Alan Douglas Santos  | Pitico Race                              | Kawasaki    | [ 18 ] |

### GP Light
| Ronda | Circuito                           | Fecha            | Pole Position      | Vuelta rápida      | Piloto ganador     | Equipo ganador     | Constructor | Ref.   |
| ----- | ---------------------------------- | ---------------- | ------------------ | ------------------ | ------------------ | ------------------ | ----------- | ------ |
| 1     | Grande Prêmio de Curitiba          | 3 de mayo        | Renato Andreghetto | Renato Andreghetto | Renato Andreghetto | Speed Racing       | BMW         | [ 19 ] |
| 2     | Grande Prêmio de Cascavel          | 31 de mayo       | Renato Andreghetto | Renato Andreghetto | Renato Andreghetto | Speed Racing       | BMW         | [ 20 ] |
| 3     | Grande Prêmio Goiás                | 28 de junio      | Renato Andreghetto | Renato Andreghetto | Renato Andreghetto | Speed Racing       | BMW         | [ 21 ] |
| 4     | Grande Prêmio de São Paulo         | 26 de julio      | Renato Andreghetto | Renato Andreghetto | Lucas Barros       | Alex Barros Racing | BMW         | [ 22 ] |
| 5     | Grande Prêmio Pirelli              | 30 de agosto     | Nick Iatauro       | André Paiato       | Nick Iatauro       | Team B2G           | Kawasaki    | [ 23 ] |
| 6     | Grande Prêmio de Brasília          | 27 de septiembre | Lucas Barros       | Lucas Barros       | Lucas Barros       | Alex Barros Racing | BMW         | [ 24 ] |
| 7     | Grande Prêmio de Santa Cruz do Sul | 25 de octubre    | André Paiato       | Nick Iatauro       | Nick Iatauro       | Team B2G           | Kawasaki    | [ 25 ] |
| 8     | Grande Prêmio Petrobrás            | 29 de noviembre  | Lucas Barros       | Gustavo Herrera    | Lucas Barros       | Alex Barros Racing | BMW         | [ 26 ] |

### GP 600
| Ronda | Circuito                           | Fecha            | Pole Position       | Vuelta rápida       | Piloto ganador      | Equipo ganador                | Constructor | Ref.   |
| ----- | ---------------------------------- | ---------------- | ------------------- | ------------------- | ------------------- | ----------------------------- | ----------- | ------ |
| 1     | Grande Prêmio de São Paulo         | 1 de abril       | Gustavo Cecarelli   | Rafael Bertagnolli  | Rafael Bertagnolli  | Bertagnolli-BSB Motor Racing  | Kawasaki    | [ 27 ] |
| 2     | Grande Prêmio do Rio de Janeiro    | 6 de mayo        | André Veríssimo     | André Veríssimo     | André Veríssimo     | Bertagnolli-BSB Motor Racing  | Kawasaki    | [ 28 ] |
| 3     | Grande Prêmio de Interlagos        | 17 de junio      | Maximiliano Gerardo | Maximiliano Gerardo | Maximiliano Gerardo | Ducati Corse Virginio Ferrari | Ducati      | [ 29 ] |
| 4     | Grande Prêmio de Brasília          | 22 de julio      | Raoni Farfán        | André Veríssimo     | André Veríssimo     | Bertagnolli-BSB Motor Racing  | Kawasaki    | [ 30 ] |
| 5     | Grande Prêmio Campo Grande         | 26 de agosto     | Adrián Silveira     | Adrián Silveira     | Adrián Silveira     | Rosamonte Silveira Team       | Honda       | [ 31 ] |
| 6     | Grande Prêmio de Santa Cruz do Sul | 23 de septiembre | Adrián Silveira     | Adrián Silveira     | Adrián Silveira     | Rosamonte Silveira Team       | Honda       | [ 32 ] |
| 7     | Grande Prêmio Cascavel             | 21 de octubre    | Adrián Silveira     | Adrián Silveira     | Adrián Silveira     | Rosamonte Silveira Team       | Honda       | [ 33 ] |
| 8     | Grande Prêmio Pirelli              | 25 de noviembre  | Adrián Silveira     | Adrián Silveira     | Adrián Silveira     | Rosamonte Silveira Team       | Honda       | [ 34 ] |

## Calificación general

### GP 1000
| Pos. | Rider                      | Moto     | Clase | SPO | RJO | INT | BSB | CGR | SCZ | CAS | PIR | Pts. |
| ---- | -------------------------- | -------- | ----- | --- | --- | --- | --- | --- | --- | --- | --- | ---- |
| 1    | Luciano Ribodino           | BMW      | PRO   | 4   | 2   | 5   | 1   | 3   | 2   | 4   | 2   | 128  |
| 2    | Alan Douglas Santos        | Kawasaki | PRO   | 1   | 4   | 3   | 2   | Ret | 4   | 5   | 1   | 124  |
| 3    | Pierre Chofard             | Kawasaki | PRO   | 3   | 3   | 2   | Ret | 2   | 3   | 2   | Ret | 111  |
| 4    | Murilo Colatreli           | Kawasaki | PRO   | 5   | Ret | 4   | 3   | 4   | 5   | 6   | DSQ | 74   |
| 5    | Ricieri Luvizotto          | Aprilia  | PRO   | 9   | 5   | 6   | 6   | Ret | 7   | 9   | 3   | 70   |
| 6    | Carlos Poton Medeiros      | Honda    | PRO   |     | 8   | 8   | 8   | 11  | 8   | 7   | 6   | 51   |
| 7    | Leandro Tati Mercado       | Kawasaki | PRO   |     |     |     |     | 1   | 1   |     |     | 50   |
| 8    | Alberto Braga              | Suzuki   | MAS   | 7   | 15  | 13  | 7   | 8   | 10  | 12  | 10  | 46   |
| 9    | André Luiz Carvalho        | Suzuki   | PRO   |     | 10  | 9   | Ret | 9   | 11  | 11  | 9   | 36   |
| 10   | Victor Moura               | BMW      | PRO   |     | 7   |     | 10  | 7   | Ret | 8   | 5   | 35   |
| 11   | Eduardo Costa Neto         | Honda    | PRO   | 8   | 11  | 12  | 11  | 10  | 12  | 14  | Ret | 35   |
| 12   | Rhalf Lo Turco             | Kawasaki | PRO   |     |     |     |     |     |     | 3   | 4   | 29   |
| 13   | Sérgio Laurentys           | BMW      | PRO   | 10  | 12  | 11  | 9   |     |     | 13  | 8   | 28   |
| 14   | Alex Barros                | BMW      | PRO   | NL  | 1   |     |     | Ret | Ret |     |     | 27   |
| 15   | Matthieu Lussiana          | Kawasaki | PRO   |     |     |     |     |     |     | 1   | DSQ | 25   |
| 16   | Diego Pierluigi            | Honda    | PRO   |     |     | 1   |     |     |     |     |     | 25   |
| 17   | Marcos Salles              | BMW      | PRO   | 13  | Ret | 15  |     | 6   | 9   | Ret | 12  | 25   |
| 18   | Danilo Lewis               | Kawasaki | PRO   |     |     |     | 4   | 5   | 6   |     |     | 24   |
| 19   | Gustavo Rodríguez          | BMW      | MAS   | 11  | 6   | 10  | Ret |     |     |     |     | 22   |
| 20   | João Simon                 | Kawasaki | PRO   | 2   |     | Ret |     |     |     |     |     | 20   |
| 21   | Élson Tenebra Otero        | BMW      | MAS   | 12  | 17  | 17  | 14  | 12  | 13  | 17  | 14  | 15   |
| 22   | Eliandro Simonini          | Kawasaki | PRO   |     | 13  |     |     |     |     | 10  | 7   | 15   |
| 23   | Luís Fittipaldi            | Triumph  | PRO   |     |     |     | 5   |     |     |     |     | 11   |
| 24   | Jaime Cristóbal            | Kawasaki | PRO   | 6   |     |     |     |     |     |     |     | 10   |
| 25   | Robson Portaluppi          | Honda    | PRO   |     |     | 7   |     |     |     |     |     | 9    |
| 26   | Daniel Lenzi               | Triumph  | PRO   |     | 9   |     |     |     |     | Ret | 11  | 7    |
| 27   | Victor Braga               | Kawasaki | MAS   |     | Ret | Ret | 12  |     |     | 15  | Ret | 5    |
| 28   | Levy Mendes                | Suzuki   | PRO   |     |     | 19  | 13  |     |     | 18  | Ret | 3    |
| 29   | Nélson Gonçalves           | BMW      | MAS   |     | 18  | 18  |     |     |     | 16  | 13  | 3    |
| 30   | Walter Haertel Jr          | Honda    | PRO   |     | 14  |     | Ret |     |     |     |     | 2    |
| 31   | Rogério Gentil Fernandes   | Kawasaki | PRO   |     |     | 14  |     |     |     |     |     | 2    |
| 32   | Antônio Estevam Bortolucci | Yamaha   | PRO   | 14  |     |     |     |     |     |     |     | 2    |
| 33   | Carlos Quintas             | Kawasaki | PRO   | 15  | 20  |     |     |     |     |     |     | 1    |
| 34   | Marcelo Camargo            | BMW      | PRO   |     |     |     |     |     |     | 19  | 15  | 1    |
| 35   | Carlos Rothier             | BMW      | PRO   |     |     | 20  |     |     |     | 20  | 16  | 0    |
| 36   | Sidnei Scigliano           | Suzuki   | PRO   |     | 16  | 16  |     |     |     |     |     | 0    |
| 37   | Darci Cezar Anadão         | Honda    | PRO   |     | 19  |     |     |     |     |     |     | 0    |
| 38   | Fabian Moscatello          | Yamaha   | PRO   |     |     | Ret |     |     |     |     |     | 0    |
| 39   | Ricardo Barbas             | Yamaha   | PRO   |     |     | Ret |     |     |     |     |     | 0    |
| 40   | Hélder Shad                | BMW      | PRO   | Ret | Ret |     |     |     |     |     |     | 0    |
| 41   | Maycon Zandavalli          | BMW      | PRO   |     |     |     |     | Ret | Ret |     |     | 0    |
| Pos. | Rider                      | Moto     | Clase | SPO | RJO | INT | BSB | CGR | SCZ | CAS | PIR | Pts. |

### GP Light
| Pos. | Rider                    | Moto      | Clase | SPO | RJO | INT | BSB | CGR | SCZ | CAS | PIR | Pts. |
| ---- | ------------------------ | --------- | ----- | --- | --- | --- | --- | --- | --- | --- | --- | ---- |
| 1    | Lucas Barros             | BMW       | LGT   | 2   | 2   | 3   | 1   | 2   | 1   | 3   | 1   | 167  |
| 2    | Nick Iatauro             | Kawasaki  | LGT   | 8   | 3   | 2   | 2   | 1   | 18  | 1   | 2   | 134  |
| 3    | André Paiato             | Honda     | LGT   | 4   | 13  | 7   | 7   | 5   | 3   | 7   | 5   | 81   |
| 4    | Renato Andreghetto       | BMW       | LGT   | 1   | 1   | 1   | Ret |     |     |     |     | 75   |
| 5    | Gustavo Herrera          | Kawasaki  | LGT   |     | 4   |     |     | 3   | 2   | 2   | Ret | 69   |
| 6    | Pablo Nunes Moysés       | Kawasaki  | LGT   | 26  | 8   |     | 8   | 6   | 5   | 5   | 3   | 64   |
| 7    | Everton Felizardo        | Kawasaki  | LGT   | Ret | 5   | 8   | 10  | 11  | 9   | 6   | 4   | 60   |
| 8    | Paulinho Kamba           | Kawasaki  | LGT   | 5   | Ret | 5   | 6   | 4   | 4   | Ret | Ret | 58   |
| 9    | Daniel Mendonça          | Kawasaki  | LGT   | 3   | 6   | Ret | 12  | 14  | 6   |     |     | 42   |
| 10   | Marcelo Cortes           | Honda     | LGT   | 7   | 14  |     | 9   | 7   | 7   | 10  | 18  | 42   |
| 11   | Joniran Saling           | Yamaha    | LGT   | 6   | Ret | 4   | Ret |     |     | 4   | DSQ | 36   |
| 12   | Alex Pires               | BMW       | LGT   | 9   | 20  | 11  | 14  | 9   | 11  | 13  | 11  | 34   |
| 13   | Flávio Sukar             | Ducati    | LGT   |     | 9   | 6   | 5   |     |     |     |     | 28   |
| 14   | Taciano Nunes            | Kawasaki  | LGT   | 40  | 15  | 9   |     | 8   | 8   | 17  | 13  | 27   |
| 15   | Francisco Snoeck         | Suzuki    | LGT   | 14  | 7   | 10  |     | 10  | DNQ |     |     | 23   |
| 16   | Wesler Godoy             | BMW       | LGT   |     | 11  |     |     |     |     | 8   | 9   | 20   |
| 17   | Rafael Nunes Moysés      | Yamaha    | LGT   |     |     |     |     |     |     | 9   | 6   | 17   |
| 18   | William Pontes           | Triumph   | LGT   |     |     |     | 3   |     |     |     |     | 16   |
| 19   | Rodrigo Sampaio          | Aprilia   | LGT   | 12  |     |     | 15  | 12  | 10  |     |     | 15   |
| 20   | Norton Masera            | Husqvarna | LGT   |     |     |     | 4   |     |     |     |     | 13   |
| 21   | Henrique Castro Araújo   | Yamaha    | LGT   |     | 10  |     | 11  |     |     |     |     | 11   |
| 22   | Benner Martins           | Honda     | LGT   |     |     |     |     |     |     | 15  | 7   | 10   |
| 23   | Marlon Felizardo         | Aprilia   | LGT   | 18  | Ret | 12  | 16  | 15  | 12  |     |     | 9    |
| 24   | Thiago Terra             | Husqvarna | LGT   |     |     |     |     |     |     | Ret | 8   | 8    |
| 25   | Ricardo Miguel Negretto  | Cagiva    | LGT   |     |     |     |     |     |     | 14  | 10  | 8    |
| 26   | André Escomparim         | Honda     | LGT   |     |     |     | 21  |     |     | 12  | 12  | 8    |
| 27   | Tiago Pavanelli          | Yamaha    | LGT   | 29  | 16  | 17  | 19  | 13  | 13  | Ret | 15  | 7    |
| 28   | Fabiano Vargas Alegre    | KTM       | LGT   | 10  |     |     |     |     |     |     |     | 6    |
| 29   | Fabiano Hazan            | Kawasaki  | LGT   |     |     |     |     |     |     | 11  | Ret | 5    |
| 30   | João Carlos Sobrera      | Triumph   | LGT   | 11  |     |     |     |     |     |     |     | 5    |
| 31   | Rodrigo Souza            | Kawasaki  | LGT   |     | 12  |     | Ret |     |     |     |     | 4    |
| 32   | Guilherme Emmer Gomes    | Kawasaki  | LGT   | 32  | 23  | 13  | 27  |     |     | 26  | 24  | 3    |
| 33   | Sidnei Scigliano         | Honda     | LGT   | 13  |     |     |     |     |     |     |     | 3    |
| 34   | Romes César              | Yamaha    | LGT   |     |     |     | 13  |     |     |     |     | 3    |
| 35   | Bruno Herbert            | Suzuki    | LGT   |     |     |     | 23  | 16  | 14  |     |     | 2    |
| 36   | Marco Boeira             | Kawasaki  | LGT   |     |     | 14  |     |     |     |     |     | 2    |
| 37   | Rodrigo Araujo           | Ducati    | LGT   |     |     |     | 20  | 17  | 15  |     |     | 1    |
| 38   | Adriano Nogueira         | Yamaha    | LGT   | 15  |     |     |     |     |     |     |     | 1    |
| 39   | Paulo César da Silva     | KTM       | LGT   |     |     | 15  |     |     |     |     |     | 1    |
| 40   | Édson Luiz               | Honda     | LGT   | Ret | 18  | 16  | 18  | Ret | 16  | 16  | 14  | 0    |
| 41   | José Albuquerque         | KTM       | LGT   |     |     |     |     |     |     | 18  | 16  | 0    |
| 42   | André Luiz Carvalho      | Montesa   | LGT   | 16  |     |     |     |     |     |     |     | 0    |
| 43   | Sérgio Prates            | Cagiva    | LGT   | 31  | 21  | 21  | 26  | 18  | 17  | 19  | 20  | 0    |
| 44   | Carlos César Donvito     | Sundown   | LGT   |     | 24  | 18  | 22  | 19  | Ret | 22  | 17  | 0    |
| 45   | Pedro Barata             | Ducati    | LGT   | 21  | 17  | Ret |     |     |     |     |     | 0    |
| 46   | Ricardo Levy             | Kawasaki  | LGT   | 17  |     |     |     |     |     |     |     | 0    |
| 47   | Sílvio Caires            | Gas Gas   | LGT   |     |     |     | 17  |     |     |     |     | 0    |
| 48   | Abner Gatto              | Yamaha    | LGT   | 34  | 19  |     |     |     |     |     |     | 0    |
| 49   | Brecht Mondragón         | Kawasaki  | LGT   | 19  |     |     |     |     |     |     |     | 0    |
| 50   | Guilhermo Furlong        | Kawasaki  | LGT   |     |     | 19  |     |     |     |     |     | 0    |
| 51   | Douglas Leandro Moreira  | Kawasaki  | LGT   | 39  |     | Ret | Ret |     |     | 21  | 19  | 0    |
| 52   | Fernando Santos          | Triumph   | LGT   |     |     |     | 28  | 20  | DNS | 24  | 21  | 0    |
| 53   | José Rodrigues           | Gas Gas   | LGT   |     |     |     |     |     |     | 20  | 25  | 0    |
| 54   | Nélson Gonçalves         | Kawasaki  | LGT   | 20  |     |     |     |     |     |     |     | 0    |
| 55   | Luiz Fernando Brum       | Gas Gas   | LGT   |     |     | 20  |     |     |     |     |     | 0    |
| 56   | Édson Errera             | KTM       | LGT   | 37  | 22  | 23  | 24  |     |     | Ret | DNS | 0    |
| 57   | Alen Modesto             | Honda     | LGT   |     |     |     |     |     |     | 25  | 22  | 0    |
| 58   | Márcio Rodrigues         | KTM       | LGT   |     |     |     |     | 21  | Ret |     |     | 0    |
| 59   | Leandro Duarte Pereira   | Kawasaki  | LGT   | 22  |     |     |     |     |     |     |     | 0    |
| 60   | Márcio Luchese           | Triumph   | LGT   |     |     | 22  |     |     |     |     |     | 0    |
| 61   | Babi Paz                 | Yamaha    | LGT   | 35  |     | Ret | 25  | Ret | NC  | 23  | 23  | 0    |
| 62   | Walter Haertel Jr        | Honda     | LGT   | 23  |     |     |     |     |     |     |     | 0    |
| 63   | Levy Mendes              | Sundown   | LGT   | 24  |     |     |     |     |     |     |     | 0    |
| 64   | Sérgio Ronaldo Borgonhi  | Honda     | LGT   |     |     | 24  |     |     |     |     |     | 0    |
| 65   | Alex de Quadros          | Kawasaki  | LGT   | 25  |     | DNS |     |     |     |     |     | 0    |
| 66   | Carlos Rothier           | Kawasaki  | LGT   | 27  |     |     |     |     |     |     |     | 0    |
| 67   | Darci Cézar Anadão       | Tomos     | LGT   | 28  |     |     |     |     |     |     |     | 0    |
| 68   | Joel Pompermeyer         | Honda     | LGT   | 30  |     |     |     |     |     |     |     | 0    |
| 69   | Gustavo Levy             | Honda     | LGT   | 33  |     |     |     |     |     |     |     | 0    |
| 70   | Marco Antônio de Almeida | Yamaha    | LGT   | 36  |     |     |     |     |     |     |     | 0    |
| 71   | Marlon Alexander André   | Yamaha    | LGT   | 38  |     |     |     |     |     |     |     | 0    |
| 72   | Alessandro Ferraz        | Montesa   | LGT   |     | Ret |     |     |     |     |     |     | 0    |
| 73   | José Ricardo Jr          | Husqvarna | LGT   | Ret |     |     |     |     |     |     |     | 0    |
| 74   | Yuri Azevedo             | Kawasaki  | LGT   | Ret |     |     |     |     |     |     |     | 0    |
| 75   | Victor Braga             | Yamaha    | LGT   | Ret |     |     |     |     |     |     |     | 0    |
| 76   | Carlos Moura             | Yamaha    | LGT   | Ret |     |     |     |     |     |     |     | 0    |
| 77   | Rodrigo Soares do Vale   | Husqvarna | LGT   |     |     | Ret |     |     |     |     |     | 0    |
| 78   | Marcelo Alberto da Cruz  | Kawasaki  | LGT   |     |     |     |     |     |     | Ret | NC  | 0    |
| Pos. | Rider                    | Moto      | Clase | SPO | RJO | INT | BSB | CGR | SCZ | CAS | PIR | Pts. |

### GP 600
| Pos. | Rider                         | Moto      | Clase | SPO | RJO | INT | BSB | CGR | SCZ | CAS | PIR | Pts. |
| ---- | ----------------------------- | --------- | ----- | --- | --- | --- | --- | --- | --- | --- | --- | ---- |
| 1    | André Veríssimo               | Kawasaki  | PRO   |     | 1   | 4   | 1   | Ret | 2   | 3   | 3   | 115  |
| 2    | Rafael Bertagnolli            | Kawasaki  | PRO   | 1   | 2   | 3   | 3   | 5   | 4   | Ret | 4   | 114  |
| 3    | Adrián Silveira               | Honda     | PRO   |     |     | DNS |     | 1   | 1   | 1   | 1   | 100  |
| 4    | Gustavo Cecarelli             | Honda     | PRO   | 5   | 5   | 5   | 5   | 2   | Ret | 4   | 7   | 86   |
| 5    | Diego Nunes Moysés            | Ducati    | PRO   | 4   | 4   |     | 4   | 3   | 3   |     |     | 71   |
| 6    | Gilvan Costa                  | Yamaha    | PRO   |     | 7   | 6   | 6   | 4   | 5   | 9   | 5   | 71   |
| 7    | Carlos Eduardo Colocci "Kadu" | Honda     | PRO   | 2   | 3   |     | 9   | 6   | 6   |     |     | 63   |
| 8    | Fábio Teixeira Neto           | Honda     | PRO   | 8   | 6   |     | 8   | 7   | 7   | 10  | 6   | 60   |
| 9    | Bernardo Kochen               | Kawasaki  | PRO   | DSQ |     |     |     |     |     | 2   | 2   | 40   |
| 10   | Raoni Farfán                  | Kawasaki  | PRO   |     |     |     | 2   |     |     | 7   | Ret | 29   |
| 11   | Édson Fibla                   | Husqvarna | PRO   | 10  | 10  |     | 14  | 10  | 8   |     |     | 28   |
| 12   | Fernando Lira Jr              | Aprilia   | PRO   |     | 11  | 8   | 16  | 9   | 10  |     |     | 26   |
| 13   | Maximiliano Gerardo           | Ducati    | PRO   |     |     | 1   |     |     |     |     |     | 25   |
| 14   | Babi Paz                      | Yamaha    | PRO   |     | 13  | 9   | 13  | 11  | 11  |     |     | 23   |
| 15   | Lucas Nunes Moysés            | Kawasaki  | PRO   |     | 12  |     | 15  | 8   | 9   | 14  | Ret | 22   |
| 16   | Sérgio Fasci                  | Suzuki    | PRO   |     |     | 2   |     |     |     |     |     | 20   |
| 17   | Felipe Guimarães Caporali     | Piaggio   | PRO   | 6   | 8   |     |     |     |     |     |     | 18   |
| 18   | Cayto Trivellato              | Suzuki    | PRO   | 3   |     |     |     |     |     |     |     | 16   |
| 19   | Fabrício Castro               | Ducati    | PRO   |     | 9   |     | 10  |     |     | 15  | Ret | 14   |
| 20   | Ademílson Peixer              | Aprilia   | PRO   |     |     |     |     |     |     | 5   | Ret | 11   |
| 21   | Antônio Franzen               | Husqvarna | PRO   |     |     |     |     |     |     | 6   | Ret | 10   |
| 22   | Rodrigo Souza                 | Husqvarna | PRO   |     | Ret | 7   | Ret | Ret | DNS |     |     | 9    |
| 23   | Edson Luís Barbosa            | Yamaha    | PRO   | 7   |     |     |     |     |     |     |     | 9    |
| 24   | Vandoir Bentz                 | Kawasaki  | PRO   |     |     |     | 7   |     |     |     |     | 9    |
| 25   | Giomar Milani                 | Suzuki    | PRO   |     |     |     |     |     |     | 8   | Ret | 8    |
| 26   | Thiago Filipe Fonseca         | Yamaha    | PRO   | 9   |     |     |     |     |     |     |     | 7    |
| 27   | Igor Érnica                   | Piaggio   | PRO   |     |     |     |     |     |     | 11  | Ret | 5    |
| 28   | Michel Veludo                 | Husqvarna | PRO   |     |     |     | 11  |     |     |     |     | 5    |
| 29   | Genildo Batista da Silva      | Ducati    | PRO   |     | Ret |     | 12  |     |     |     |     | 4    |
| 30   | Marcos Souza                  | Aprilia   | PRO   |     |     |     |     |     |     | 12  | Ret | 4    |
| 31   | José Moraes                   | Midual    | PRO   |     |     |     |     |     |     | 13  | Ret | 3    |
| 32   | Diego de Faria                | Aprilia   | PRO   |     | Ret |     |     |     |     | 16  | Ret | 0    |
| 33   | Walter Pimentel               | Midual    | PRO   |     | DSQ | Ret |     |     |     |     |     | 0    |
| 34   | Charles Heidemann             | Gas Gas   | PRO   |     |     |     |     |     |     | Ret | DNS | 0    |
| 35   | Luiz Rosso                    | Suzuki    | PRO   |     |     |     |     |     |     | Ret | DNS | 0    |
| 36   | Bruno Costa                   | Gas Gas   | PRO   |     |     |     |     |     |     | Ret | DSQ | 0    |
| Pos. | Rider                         | Moto      | Clase | SPO | RJO | INT | BSB | CGR | SCZ | CAS | PIR | Pts. |

## Cobertura televisiva
Las Carreras de lo Campeonato Brasileño de Superbikes se transmiten por Televisión por Cable incluyendo: ESPN, Fox Sports, Movistar+, CBS Sports y NBC Sports. 

### Cobertura en Brasil
| Transmissão | Transmissão                    |
| ----------- | ------------------------------ |
| SporTV      | Narração: Eugênio Rizzardo     |
| SporTV      | Narração: Rogério Rockenbach   |
| SporTV      | Comentários: Pedro Della Corte |
| SporTV      | Comentários: Karen Battaglia   |

| Transmissão | Transmissão                      |
| ----------- | -------------------------------- |
| Band        | Narração: Eduardo Vaz            |
| Band        | Narração: Márcio Possamai        |
| Band        | Comentários: Gilberto Bertarello |
| Band        | Comentários: Ana Coser Mazutti   |

| Transmissão | Transmissão                         |
| ----------- | ----------------------------------- |
| BandSports  | Narração: Celso Miranda             |
| BandSports  | Narração: Gian Calabrese            |
| BandSports  | Comentários: Robson Amaral          |
| BandSports  | Comentários: Claudia Refatti Benato |

| Transmissão | Transmissão                   |
| ----------- | ----------------------------- |
| YouTube     | Narração: Octávio Muniz       |
| YouTube     | Narração: Thiago Fabris       |
| YouTube     | Comentários: Ivar Castagnetti |
| YouTube     | Comentários: Henrique Gava    |

### Otros países
- Colombia: RCN Televisión y RCN HD2
- Portugal: Sport TV
- Reino Unido: BT Sport
- Canadá: Sportsnet
- España: Movistar+
- Hispanoamérica: ESPN y Star+

### Enlaces de transmisión
| Internet (Global) |
| ----------------- |
| YouTube           |
| Motorsport.tv     |
| Facebook          |
| Zoome             |
| Catve.com         |
| Auto Videos       |
| Twitch            |